# Cumacanga
La Cumacanga es una leyenda brasileña del estado de Pará en Maranhão.

## Leyenda
La cumacanga es una mujer maldita, generalmente la séptima hija de un matrimonio (equivalente a la versión masculina del Luisón), la cual fue concubina de un cura.
Según la leyenda, producto de su nacimiento y su pecado, fue maldecida, y por ello los viernes en la noche su cabeza se le separa del torso y se transforma en una bola de fuego. Mientras el cuerpo se queda en casa, la cabeza sale a aterrorizar a los viajeros y solo regresa a su posición con el canto del gallo por la mañana.
Se relaciona esta historia con la leyenda de la mula sin cabeza o de la Almamula.

## Interpretación
La cabeza luminosa, uno de los elementos comunes a los mitos relacionados con el fuego, significa castigo, encantamiento o señal de riquezas. La voracidad de la protagonista es una representación simbólica del deseo sexual y la libido.
La cumacanga como séptima hija se asemeja a la leyenda guaraní del Luisón estrechamente relacionada con la genésis del hombre-lobo com séptimo hijo de una familia en zonas como Asturias, Galicia, Portugal, Argentina, Uruguay, Paraguay y Brasil

## Otras representaciones
- Hollman Ortiz Buitrago realizó una historieta basada en esta leyenda en la revista Sinnjuart en el mes de marzo de 2009.[2]